# Giro del Piemonte 1971
Il Giro del Piemonte 1971, sessantunesima edizione della corsa, si svolse l'11 settembre 1971 su un percorso di 238 km. La vittoria fu appannaggio dell'italiano Felice Gimondi, che completò il percorso in 6h02'14", precedendo i connazionali Gianni Motta e Giorgio Favaro.
Sul traguardo di Marano Ticino 46 ciclisti, su 121 partiti dalla medesima località, portarono a termine la competizione. 

## Ordine d'arrivo (Top 10)
| Pos. | Corridore          | Squadra           | Tempo    |
| ---- | ------------------ | ----------------- | -------- |
| 1    | Felice Gimondi     | Salvarani         | 6h02'14" |
| 2    | Gianni Motta       | Salvarani         | a 2'35"  |
| 3    | Giorgio Favaro     | Molteni           | a 3'27"  |
| 4    | Enrico Maggioni    | Cosatto-Marsicano | s.t.     |
| 5    | Giancarlo Polidori | Scic              | a 8'22"  |
| 6    | Willy De Geest     | Hertekamp         | s.t.     |
| 7    | Celestino Vercelli | Scic              | s.t.     |
| 8    | Roberto Poggiali   | Salvarani         | s.t.     |
| 9    | Aldo Moser         | G.B.C.-Zimba      | s.t.     |
| 10   | Attilio Rota       | Dreher            | s.t.     |